# Lambertus Hardenberg (Maler, 1822)

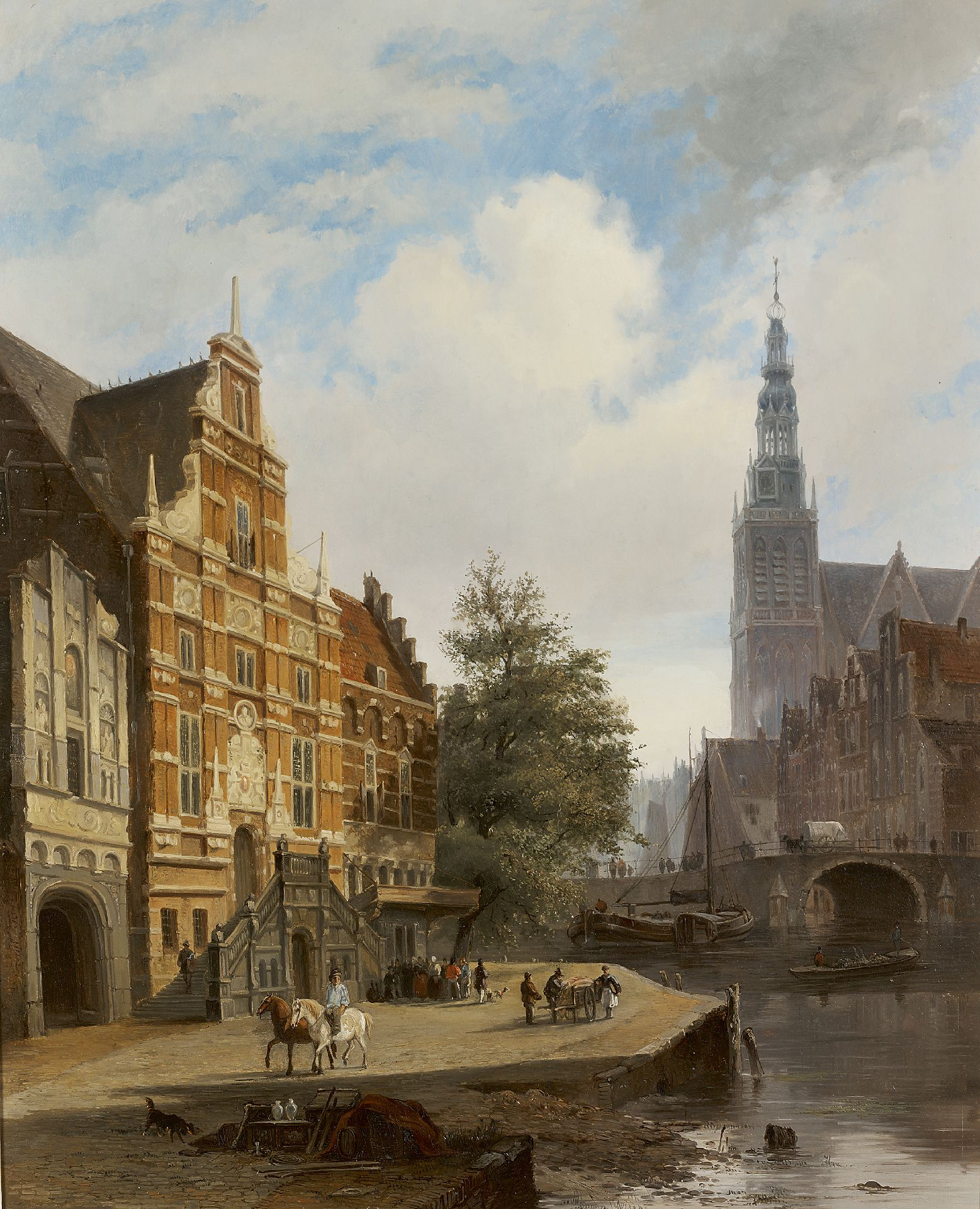
Holländische Stadtansicht

Lambertus Hardenberg (* 7. November 1822 in Den Haag; † 15. Januar 1900 ebenda) war ein niederländischer Landschafts- und Vedutenmaler sowie Radierer und Lithograf, Enkel des Arabesken- und Kutschenmalers Lambertus Hardenberg (1744–1819).
Hardenberg studierte von 1839 bis 1843 an der Koninklijke Academie van Beeldende Kunsten in Den Haag unter der Leitung von Bartholomeus Johannes van Hove; wurde von Jan Weissenbruch beraten. Nach dem Studium widmete er sich der Landschafts- und Vedutenmalerei, manchmal schuf er auch Genrebilder. Er verbrachte sein ganzes Leben in Den Haag, neben der Malerei beschäftigte sich mit der Radierung und Lithografie und unterrichtete seine Tochter Maria Elisabeth.
1847 war Hardenberg Mitbegründer des Vereins „Pulchri Studio“ in Den Haag und 1848 des dortigen Radiererclubs. Er nahm ab 1840 an Ausstellungen in Amsterdam und Den Haag.